# Liste bekannter Provinzialrömischer Archäologen
In dieser Liste werden Archäologen gesammelt, die für das Fach Provinzialrömische Archäologie habilitiert wurden, als Autoren relevant sind oder andere bedeutende Beiträge zu diesem Fach oder seiner Entwicklung geleistet haben. Überschneidungen gibt es mit anderen archäologischen Teilbereichen wie der Ur- und Frühgeschichte, der Vorderasiatischen Archäologie, Ägyptologie, Mittelalterarchäologie, Alten Geschichte, Byzantinistik, Christlichen Archäologie und vor allem der Klassischen Archäologie.

## A
- Joseph Alfs (Deutscher, 1910–1943)
- Andreas Alföldi (Ungar, 1895–1981)
- Eduard Anthes (Deutscher, 1859–1922)

## B
- Dietwulf Baatz (Deutscher, 1928–2021)
- Lothar Bakker (Deutscher, * 1949)
- László Barkóczi (Ungar, 1919–2017)
- Walter Barthel (Deutscher, 1880–1915)
- Gerhard Bauchhenß (Deutscher, * 1942)
- Tilmann Bechert (Deutscher, * 1939)
- Armin Becker (Deutscher, * 1962)
- Thomas Becker (Deutscher, * 1971)
- Jan Bemmann (Deutscher, * 1961)
- Helmut Bender (Deutscher, * 1940)
- Frank Berger (Deutscher, * 1957)
- Ludwig Berger (Schweizer, 1933–2017)
- Stephan Berke (Deutscher, * 1957)
- Helmut Bernhard (Deutscher, * 1948)
- Gerhard Bersu (Deutscher, 1889–1964)
- Wolfgang Binsfeld (Deutscher, 1928–2011)
- Eric Birley (Brite, 1906–1995)
- Mária T. Bíró (Ungarin, * 1946)
- Ronald Bockius (Deutscher, * 1959)
- Robert Bodewig (Deutscher, 1847–1923)
- Julianus Egidius Bogaers (Niederländer, 1926–1996)
- Éva B. Bónis (Ungarin, 1919–1999)
- Johann Wilhelm Joseph Braun (Deutscher, 1801–1863)
- Eric Breuer (Deutscher, * 1968)
- Jacques Breuer (Belgier, 1892–1971)
- Olwen Brogan (Britin, 1900–1989)
- Adrien Bruhl (Franzose, 1902–1973)
- Hendrik Brunsting (Niederländer, 1902–1997)
- Alice Sz. Burger (Ungarin, 1925–2022)
- Alexander Willem Byvanck (Niederländer, 1884–1970)

## C
- Bernhard Cämmerer (Deutscher, 1934–2021)
- Neritan Ceka (Albaner, * 1941)
- Karl August von Cohausen (Deutscher, 1812–1894)
- Wilhelm Conrady (Deutscher, 1829–1903)
- Rosemarie Cordie (Deutsche)
- Gérard Coulon (Franzose, 1945–1988)
- Béla Cserni (Österreich-Ungar, 1842–1916)
- Heinz Cüppers (Deutscher, 1929–2005)
- Osbert Crawford (Brite, 1886–1957)
- James Crow (Brite)
- Wolfgang Czysz (Deutscher, 1949–2022)

## D
- Joseph Déchelette (Franzose, 1862–1914)
- Heidrun Derks (Deutsche, * 1963)
- Eckhard Deschler-Erb (* 1963)
- Saskia van Dockum (Niederländerin, 1965)
- Otto Doppelfeld (Deutscher, 1907–1979)
- Alec Down (Brite, 1914–1995)
- Walter Drack (Schweizer, 1917–2000)
- Hans Dragendorff (Deutscher, 1870–1941)
- Friedrich Drexel (Deutscher, 1885–1930)
- Paul-Marie Duval (Franzose, 1912–1997)

## E
- Lothar Eckhart (Österreicher, 1918–1990)
- Rudolf Egger (Österreicher, 1882–1969)
- Harry van Enckevort (Niederländer, * 1956)
- Eugenia Equini Schneider (Italienerin)
- István Erdélyi (Ungar, 1931–2020)
- Willem Albertus van Es (Niederländer, * 1934)
- Elisabeth Ettlinger (Schweizerin, 1915–2012)
- Kurt Exner (Deutscher, 1912–1943)

## F
- Andrea Faber (Deutsche)
- Ernst Fabricius (Deutscher, 1857–1942)
- Christa Farka (Österreicherin, * 1943)
- Rudolf Fellmann (Schweizer, 1925–2013)
- Meinrad N. Filgis (Deutscher, 1939–2021)
- Philipp Filtzinger (Deutscher, 1925–2006)
- Gábor Finály (Ungar, 1871–1951)
- Gerhard Fingerlin (Deutscher, 1937–2016)
- Thomas Fischer (Deutscher, * 1949)
- Jenő Fitz (Ungar, 1921–2011)
- Anna-Barbara Follmann-Schulz (Deutsche)
- Georgia Franzius (Deutsch-Griechin, * 1944)
- Fritz Fremersdorf (Deutscher, 1894–1983)
- Sheppard Frere (Brite, 1916–2015)
- Hans G. Frenz (Deutscher, * 1945)
- Michel Fuchs (Schweizer, * 1957)

## G
- Attila Gaál (Ungar, 1944–2021)
- Jochen Garbsch (Deutscher, 1936–2003)
- Anita Gaubatz-Sattler (Deutsche, * 1956)
- Michael Gechter (Deutscher, 1946–2018)
- Peter Goessler (Deutscher, 1872–1956)
- Victorine von Gonzenbach (Schweizerin, 1921–2016)
- Richard Goodchild (Brite, 1918–1968)
- Boudewijn Goudswaard (Niederländer)
- Maximilian von Groller-Mildensee (Österreicher, 1838–1920)
- Gerald Grabherr (Österreicher, * 1968)
- Bernhard A. Greiner (Deutscher, * 1965)
- Klaus Grewe (Deutscher, * 1944)
- Mathilde Grünewald (Deutsche, 1947–2024)
- Markus Gschwind (Deutscher, * 1968)
- Nicolae Gudea (Rumäne, 1941–2019)
- Christian Gugl (Österreicher, * 1968)

## H
- Friedrich Gustav Habel (Deutscher, 1792–1867)
- Norbert Hanel (Deutscher, * 1958)
- Joachim Harnecker (Deutscher, * 1952)
- Ortof Harl (Österreicher, * 1941)
- Ferdinand Haug (Deutscher, 1873–1925)
- Alexander Heising (Deutscher, * 1967)
- Martin Hell (Österreicher, 1885–1975)
- Andreas Hensen (Deutscher, * 1967)
- Friedrich Hertlein (Deutscher, 1865–1929)
- Felix Hettner (Deutscher, 1851–1902)
- Berndmark Heukemes (Deutscher, 1924–2009)
- Constanze Höpken (Deutsche, * 1966)
- Birgitta Hoffmann (Deutsche, * 1967)
- Heinz Günter Horn (Deutscher, * 1940)
- Friderika Horváth (Ungarin, * 1970)
- Stefanie Hoss (Deutsche, * 1967)
- Claus-Michael Hüssen (Deutscher, * 1955)
- Ingeborg Huld-Zetsche (Deutsche, 1934–2013)

## J
- Heinrich Jacobi (Deutscher, 1866–1946)
- Louis Jacobi (Deutscher, 1836–1910)
- Anne Johnson (Britin, * 1951)
- Marcus Junkelmann (Deutscher, * 1949)

## K
- Hans-Markus von Kaenel (Schweizer, * 1947)
- Eduard von Kallee (Deutscher, 1818–1888)
- Richard Kallee (Deutscher, 1854–1933)
- Márta Kelemen (Ungarin, * 1940)
- Erwin Keller (Deutscher, 1937–2014)
- Hans-Jörg Kellner (Deutscher, 1920–2015)
- Martin Kemkes (Deutscher, * 1963)
- Fleur Kemmers (Niederländerin, * 1977)
- Tünde Kiss (Ungarin, * 1971)
- Robert Knorr (Deutscher, 1865–1957)
- László Kocsis (Ungar, * 1949)
- Constantin Koenen (Deutscher, 1854–1929)
- Friedrich Koepp (Deutscher, 1860–1944)
- Friedrich Kofler (Deutscher, 1830–1910)
- Michaela Konrad (Deutsche, * 1962)
- Klaus Kortüm (Deutscher, * 1959)
- Péter Kovács (Ungar, * 1969)
- Johann-Sebastian Kühlborn (Deutscher, 1943–2025)
- Hans-Peter Kuhnen (Deutscher, * 1953)
- Ernst Künzl (Deutscher, * 1939)
- Klára Kuzmová (Slowakin, 1955–2022)
- Bálint Kuzsinszky (Ungar, 1864–1938)

## L
- Hans Lehner (Deutscher, 1865–1938)
- Karl Heinz Lenz (Deutscher, * 1953)
- Jörg Lindenthal (Deutscher)
- Barnabás Lőrincz (Ungar, 1951–2012)
- Siegfried Loeschcke (Deutscher, 1883–1956)
- Renate Ludwig (Deutsche, 1955–2024)

## M
- Michael Mackensen (Deutscher, * 1949)
- Éva Maróti (Ungarin, * 1954)
- Max Martin (Schweizer, 1939–2016)
- Stefanie Martin-Kilcher (Schweizerin, * 1945)
- Torsten Mattern (Deutscher, * 1966)
- Petra Mayer-Reppert (Deutsche, * 1963)
- Allard Mees (Niederländer, * 1962)
- Sebastian Möllers (Deutscher, * 1974)
- Günther Moosbauer (Deutscher, * 1966)
- András Mócsy (Ungar, 1929–1987)
- Zsolt Mráv (Ungar, * 1974)

## N
- Eugen Nägele (Deutscher, 1856–1937)
- Lajos Nagy (Ungar, 1897–1946)
- Tibor Nagy (Ungar, 1910–1995)
- Herbert Nesselhauf (Deutscher, 1909–1995)
- Jörg-Peter Niemeier (Deutscher, * 1953)
- Rolf Nierhaus (Deutscher, 1911–1996)
- Heinrich Nissen (Deutscher, 1839–1912)
- Peter Noelke (Deutscher, 1941–2025)
- Josef Hilarius Nowalski de Lilia (Österreicher, 1857–1928)
- Hans Ulrich Nuber (Deutscher, 1940–2014)

## O
- Julia Obladen-Kauder (Deutsche, * 1957)
- Alexandru Odobescu (Rumäne, 1834–1895)
- Franz Oelmann (Deutscher, 1883–1963)
- Jürgen Oldenstein (Deutscher, * 1947)
- Salvatore Ortisi (Deutscher, * 1965)
- Katalin Ottományi (Ungarin, * 1956)
- August Oxé (Deutscher, 1863–1944)

## P
- Oscar Paret (Deutscher, 1889–1972)
- Samuel Thomas Parker (US-Amerikaner, 1950–2021)
- István Paulovics (Ungar, 1892–1952)
- Kees Peterse (Niederländer, * 1959)
- Harald von Petrikovits (Deutscher, 1911–2010)
- Barbara Pferdehirt (Deutsche, * 1949)
- Gernot Piccottini (Österreicher, 1941–2018)
- Renate Pirling (Deutsche, 1929–2022)
- Ioan Piso (Rumäne, * 1944)
- Stefan F. Pfahl (Deutscher, * 1966)
- Dieter Planck (Deutscher, 1944–2025)
- Klára Póczy (Ungarin, 1923–2008)
- Michel Polfer (Luxemburger, * 1964)
- Gundolf Precht (Deutscher, 1937–2015)

## Q
- Fritz Quilling (Deutscher, 1867–1927)

## R
- Britta Rabold (Deutsche, 1956)
- Aladár Radnóti (Ungar, 1913–1972)
- Maria Radnoti-Alföldi (Deutsche, 1926–2022)
- Ján Rajtár (Slowake, * 1954)
- Gabriele Rasbach (Deutsche, 1962)
- René Rebuffat (Franzose, 1930–2019)
- Hartmann Reim (Deutscher, * 1942)
- Marcus Reuter (Deutscher, * 1966)
- Emilie Riha (1921–2005)
- Emil Ritterling (Deutscher, 1861–1928)
- Flóris Rómer (Ungar, 1815–1889)
- Andrea Rottloff (Deutsche, * 1961)
- Christoph B. Rüger (Deutscher, * 1937)
- Vera Rupp (Deutsche, * 1958)
- Gerd Rupprecht (Deutscher, * 1944)

## S
- Ágnes Salamon (Ungarin, 1923–1986)
- Mirjana Sanader (Kroatin, * 1954)
- Tadeusz Sarnowski (Pole, * 1945)
- Oscar von Sarwey (Deutscher, 1837–1912)
- Alfred Schäfer (Deutscher, * 1963)
- Hans-Joachim Schalles (Deutscher, 1951–2015)
- Egon Schallmayer (Deutscher, * 1951)
- Jörg Scheuerbrandt (Deutscher)
- Eleni Schindler-Kaudelka (Österreicherin, * 1949)
- Wolfgang Schlüter (Deutscher, * 1937)
- Dirk Schmitz (Deutscher)
- Siegmar Freiherr von Schnurbein (Deutscher, * 1941)
- Markus Scholz (Deutscher, * 1970)
- Hans Schönberger (Deutscher, 1916–2005)
- Caty Schucany (Schweizerin, * 1952)
- Karl Schumacher (Deutscher, 1860–1934)
- Christine Schwanzar (Österreicherin, * 1951)
- Peter-Andrew Schwarz (Schweizer, * 1960)
- Gabriele Seitz (Deutsche)
- C. Sebastian Sommer (Deutscher, 1956–2021)
- Bernd Steidl (Deutscher, * 1967)
- Herma Stiglitz (Österreicherin, 1921–2018)
- Sándor Soproni (Ungar, 1926–1995)
- János György Szilágyi (Ungar, 1918–2016)
- János Szilágyi (Ungar, 1907–1988)

## T
- Felix Teichner (Deutscher, * 1966)
- Charles Marie Ternes (Luxemburger, 1939–2004)
- Andreas Thiel (Deutscher, * 1964)
- Günther Thüry (Österreicher, * 1950)
- Edit B. Thomas (Ungarin, 1923–1988)
- Walter Trillmich (Deutscher, * 1942)
- László Török (Ungar, 1941–2020)
- Judit Topál (Ungarin, * 1943)
- Endre Tóth (Ungar, * 1944)
- Bettina Tremmel (Deutsche, * 1971)

## U
- Günter Ulbert (Deutscher, 1930–2021)
- Wilhelm Unverzagt (Deutscher, 1892–1971)
- Otto Helmut Urban (Österreicher, * 1953)

## V
- Willem Albertus van Es (Niederländer, * 1934)
- Zsolt Visy (Ungar, * 1944)

## W
- Rainer Wiegels (Deutscher, * 1940)
- Susanne Wilbers-Rost (Deutsche, * 1958)
- Willem J. H. Willems (Niederländer, 1950–2014)
- Renata Windler (Schweizerin, * 1962)
- Friedrich Winkelmann (Deutscher, 1852–1934)
- Georg Wolff (Deutscher, 1845–1929)

## Z
- Jutta Zerres (Deutsche, * 1970)
- Norbert Zieling (Deutscher, * 1956)
- Paula Zsidi (Ungarin, * 1952)

## Pioniere, Amateure und Autodidakten
- Johann Michael Ackner (Deutscher, 1782–1862)
- Edmund Tyrell Artis (Brite, 1789–1847)
- Charles Cardale Babington (Brite, 1808–1895)
- Jacob Becker (Deutscher, 1820–1883)
- Georges Chenet (Franzose, 1881–1951)
- John Collingwood Bruce (Engländer, 1805–1892)
- Tony Clunn (Brite, 1946–2014)
- Otto Dahm (Deutscher)
- Franz Joseph Engel (Deutscher, 1867–1922)
- Georges Louis Gombeaud (Franzose, 1870–1963)
- Christian Ernst Hanßelmann (Deutscher, 1699–1776)
- Christian Friedrich Hoffmann (Deutscher, 1762–1820)
- Frédéric Dubois de Montpéreux (Schweizer, 1798–1850)
- John Sholto Douglass, 15. Laird of Tilquhillie (Österreicher, 1838–1874)
- Ernst aus’m Weerth (Deutscher, 1829–1909)